# Enric Ucelay-Da Cal
Pour les articles homonymes, voir Ucelay et Cal.
Enric Ucelay-Da Cal, né à New York, aux États-Unis, en 1948, est un historien espagnol spécialisé en Histoire Contemporaine, professeur émérite de l'Université Pompeu Fabra de Barcelone.

## Biographie
Il est le fils de l'universitaire Margarita Ucelay et de l'écrivain Ernesto Guerra da Cal, tous deux exilés de la guerre d'Espagne à New York.
Il est le neveu de l'architecte Matilde Ucelay.
Entre 1965 et 1969, il étudie au Bard College de New York et en sort diplômé en arts (Bachelor of Arts) en 1969.
Il intègre la Columbia University de New York, où il étudie avec Arno Mayer.
Il est professeur à l'Université Autonome de Barcelone, en histoire Contemporaine de 1985 jusqu'en 2006.
Il intègre ensuite l'Université Pompeu Fabra jusqu'en 2018.
Il a obtenu la nationalité espagnole en 1983.
Entre 1983 et 2021, il a été marié à Mary Dorsey Boatwright (1947-2021), au nom de qui il a été créé le Fundació Mary Dorsey per a l'Estudi de la Història Contemporània.

## Œuvres
Enric Ucelay-Da Cal a publié plus de 350 articles académiques dans des revues spécialisées et est l'auteur de livres en espagnol, catalan, anglais, français et italien, ainsi que de diverses revues d'ouvrages spécialisés. Ses livres les plus remarquables sont :
- La Catalunya populista: Imatge, cultura i política en l'etapa republicana, 1931-1939. Barcelona: La Magrana, 1982  (ISBN 8474100925).
- Francesc Macià. Una vida en imatges. Barcelona: Generalidad de Cataluña, 1984  (ISBN 8439303467).
- Macià i el seu temps. Barcelona: Diputació de Barcelona, 1985; 2e édition, 1988  (ISBN 845050774X).
- La Joventut a Catalunya al segle XX: materials per a una història. Barcelona, Diputació de Barcelona, 1987  (ISBN 845055523X).
- La paz simulada: una historia de la Guerra Fría, 1941-1991, avec Francisco Veiga et Ángel Duarte. Madrid: Alianza Editorial, 1997; 2e édition, 2006  (ISBN 8420648272).
- El imperialismo catalán. Prat de la Riba, Cambó, D’Ors y la conquista moral de España. Barcelona: Edhasa, 2003  (ISBN 8435026493).
- Notícia nova de Catalunya: consideracions crítiques sobre la historiografia catalana als cinquanta anys de Notícia de Catalunya de Jaume Vicens i Vives, avec Josep Maria Fradera. Barcelona, Centro de Cultura Contemporánea de Barcelona, 2005  (ISBN 8496103935).
- Contra Companys. La frustración nacionalista ante la Revolución, édité conjointement avec Arnau González Vilalta. Valencia, Publicaciones de la Universidad de Valencia, 2012  (ISBN 978-84-370-8818-1).
- 6 d'Octubre. La desfeta de la revolució catalanista de 1934, édité conjointement avec Arnau González et Vilalta i Manel López. Barcelona: Editorial Base, 2014  (ISBN 978-84-16166-19-0).
- Macià al país dels soviets, édité conjointement avec Joan Esculies. Barcelona: Edicions de 1984, 2015  (ISBN 978-84-15835-68-4).
- Joan Lluhí i Vallescà. L'home que va portar la República, édité conjointement avec Arnau González i Vilalta. Barcelona: Editorial Base, 2017  (ISBN 978-84-16587-55-1).
- El proceso separatista en Cataluña. Análisis de un pasado reciente (2006-2017), édité conjointement avec Steven Forti et Arnau González i Vilalta. Granada: Editorial Comares, 2017  (ISBN 978-84-9045-560-9).
- "Tumulto". Meditacions sobre l'octubre català (2017), édité conjointement avec Arnau González i Vilalta et Plàcid Garcia.Planas. Maçanet de la Selva: Editorial Gregal, 2017  (ISBN 978-84-17082-38-3).
- El catalanisme davant del feixisme, 1919-2018, édité conjointement avec Arnau González i Vilalta et Xosé Manoel Núñez Seixas. Maçanet de la Selva: Editorial Gregal, 2018  (ISBN 978-84-17082-73-4).
- Breve historia del separatismo catalán. Barcelona: Ediciones B, 2018.  (ISBN 978-84-666-6511-7).
- L'aparença d'un poder propi. La mancomunitat de Catalunya i el catalanisme, édité conjointement avec Arnau González i Vilalta et Josep Pich Mitjana. Catarroja-Barcelona, Editorial Afers, 2019  (ISBN 978-84-16260-77-5).
- Patrias diversas, ¿misma lucha? Alianzas transnacionalistas en el mundo de entreguerras (1912-1939), édité conjointement avec Xosé M. Núñez Seixas y Arnau González i Vilalta, Barcelona, Ediciones Bellaterra, 2020  (ISBN 978-84-7290-990-8).
- El Mediterrani Català (1931-1939), un inèdit contemporani, dirigé par Enric Ucelay-Da Cal, Susanna Tavera, Àngel Duarte et David Martínez Fiol, édition de Arnau González i Vilalta, Maçanet de la Selva, Editorial Aledis, 2022 [inédit depuis 1995]  (ISBN 978-84-124555-2-6).
- El Fascio de las Ramblas, Los orígenes catalanes del fascismo español, avec Xavier Casals Meseguer. Barcelona, Pasado y Presente, 2023  (ISBN 978-84-125954-6-8).
- La Cataluña populista. Imagen, cultura y política en la etapa republicana (1931-1939), Madrid, Taurus, 2024  (ISBN 978-84-306-2652-6).